# Юсупова Мамлакат Саідахмадовна
Мамлакат Саідахмадовна Юсупова (уроджена — Аріпбаева; узб. Mamlakat Saidahmadovna Yusupova; рід. 31 жовтня 1948, Андижан, Узбецька РСР, СРСР) — Народний вчитель Узбекистану (2009), Заслужений працівник народної освіти республіки Узбекистан (2006), Відмінник народної освіти Узбекистану (2009), кавалер ордена «20 років незалежності Узбекистану». Завідувачка дитячого садка №9 міста Андижана (1990-2017).

## Біографія
Мамлакат Юсупова народилася 31 жовтня 1948 року в Андижані. Після закінчення школи в 1973 році вступила в Андижанський державний університет на вчителя. Після навчання розпочала педагогічну діяльність.

### Педагогічна діяльність
У 1977 році почала кар'єру вчителя узбецького і російської мов в школі № 42 в Андижані. Через 3 роки, в 1980 році вона почала працювати в 25 дитячому садку Андижана. Пропрацювавши в ньому 10 років вона була призначена завідувачкою дитячого садка № 9. Пропрацювала в ньому з 1990 по 2017 рік отримавши нагороди за вислугу років

### Сім'я
Племінниця оперної співачки Саодат Кабуловой
Подружжя Улугбек Юсупов (помер у 1996 рокові), у шлюбі троє дітей.

## Нагороди і звання
- Народний учитель Узбекистана (2009)[3]
- Отличник народного освіти республіки Узбекистан (2009)

## Заслання
- Мамлакат у Facebook
- Мамлакат у Instagram